# Scott Frandsen
Scott Frandsen, född den 21 juli 1980 i Kelowna i Kanada, är en kanadensisk roddare.
Han tog OS-silver i tvåa utan styrman i samband med de olympiska roddtävlingarna 2008 i Peking.